# Pianta del piede

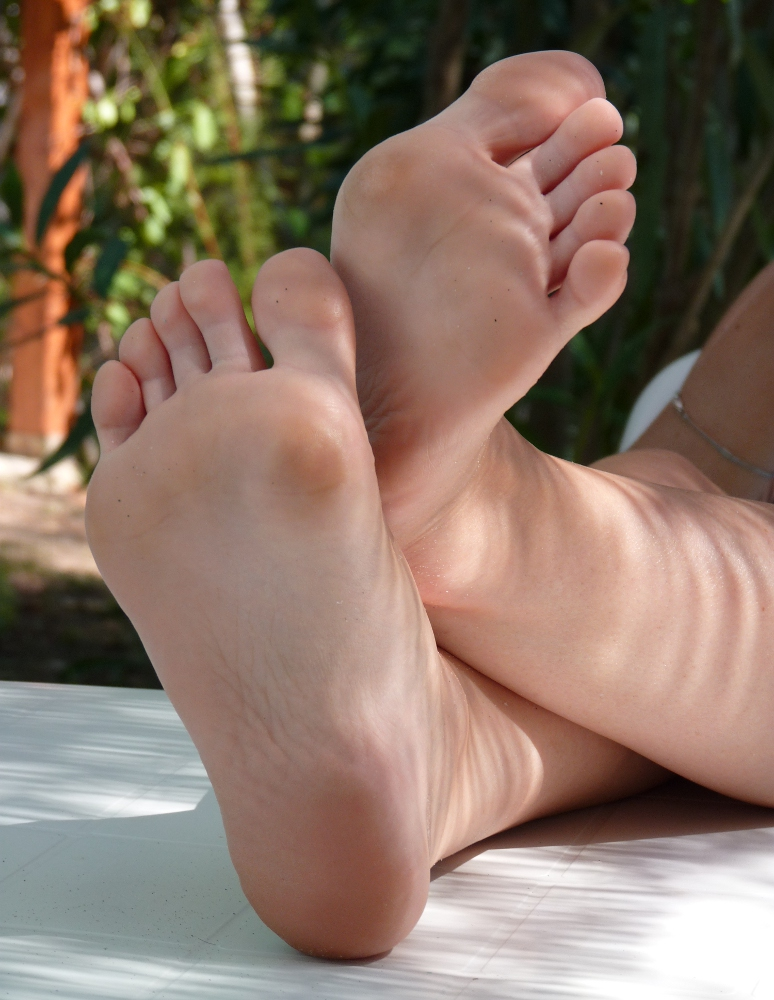
Piante dei piedi

La pianta del piede o superficie plantare del piede è, nell'uomo in posizione ortostatica, la superficie inferiore del piede. Tale superficie si presenta di forma triangolare, con la base, costituita dall'articolazione delle teste delle ossa metatarsali, rivolta anteriormente e l'apice, costituito dal tallone, rivolto posteriormente. 
La pianta del piede non poggia completamente sul terreno ma si alza nella volta plantare, superficie concava delimitata da tre archi, detti archi plantari, che costituiscono anche i lati della superficie plantare del piede.

## Archi plantari

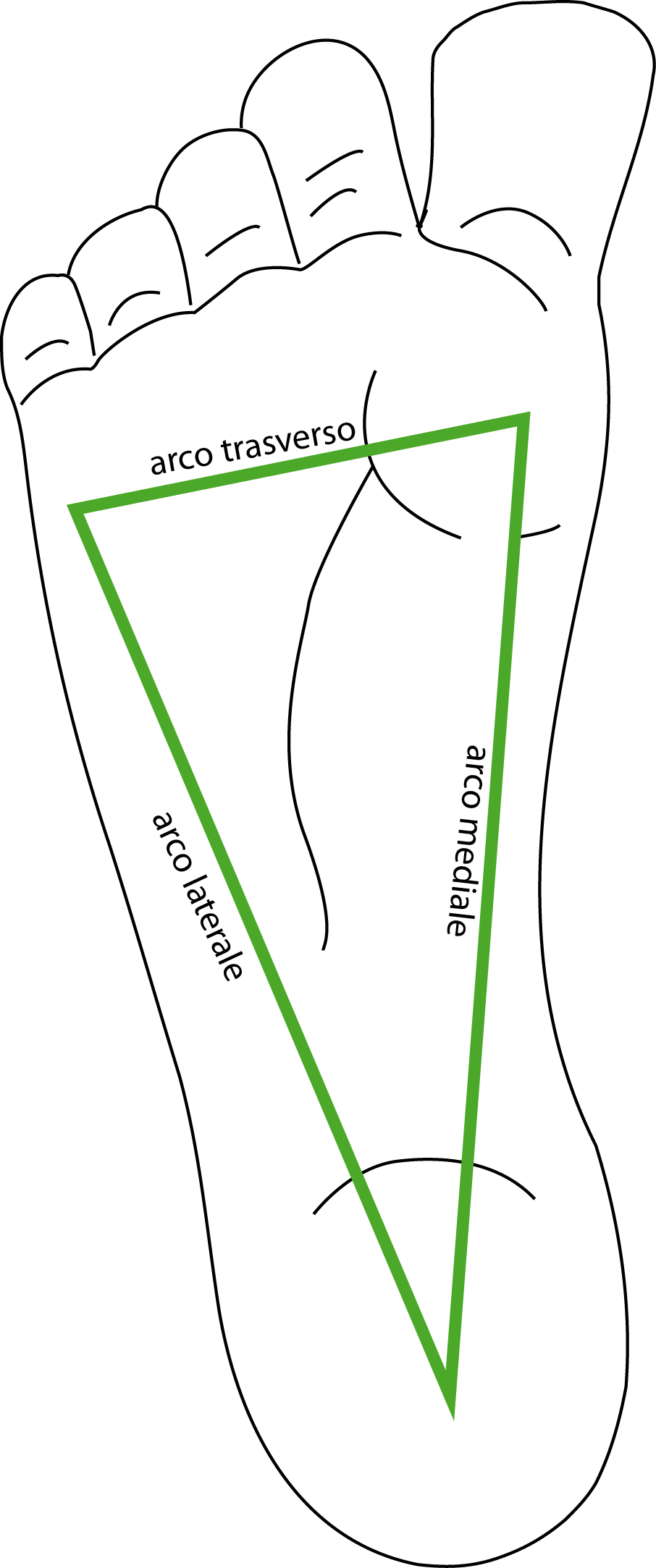
La pianta del piede con i tre archi plantari

Similmente agli archi architettonici, gli archi plantari hanno la funzione di trasformare le spinte verticali in spinte laterali allo scopo di meglio distribuire il peso corporeo sulla esigua superficie del poligono d'appoggio sia in posizione ortostatica che durante la locomozione. È pertanto possibile individuare in ciascun arco plantare sia i cunei, costituite dalle ossa del tarso e del metatarso, che la chiave di volta, la più apicale delle ossa che compone l'arco e che è caratterizzata dall'inserzione di un muscolo della gamba che la sorregge e impedisce all'arco di crollare. Si distinguono nella pianta del piede tre archi plantari, ciascuno situato in un lato della superficie plantare del piede, che sono detti arco trasverso, arco longitudinale mediale e arco longitudinale laterale.

### Arco longitudinale mediale
L'arco longitudinale mediale è composto, da dietro in avanti, dal calcagno, la cui tuberosità poggia a terra e costituisce il vertice posteriore della pianta del piede, l'astragalo, che poggia sul calcagno, il navicolare, che costituisce la chiave di volta dell'arco, il primo osso cuneiforme ed il primo osso metatarsale, la cui testa poggia a terra e costituisce il vertice mediale della pianta del piede. La sua altezza fiosiologica varia da 15 a 18 mm.
I mezzi di sostegno sono distinti fra attivi e passivi; la parte passiva è composta da legamento plantare e fascia plantare. La parte attiva è composta dai muscoli cavitari, di cui i più importanti sono il tibiale anteriore ed il peroneo lungo, a questi si aggiungono il flessore del primo dito, il flessore comune delle dita e l'adduttore del primo dito.

### Arco longitudinale laterale
L'arco longitudinale laterale è composto, in postero-anteriore, da calcagno, astragalo, cuboide e quinto metatarsale. Il punto più alto di questo arco è circa 3 – 5 mm.
I mezzi di sostegno possono essere distinti fra passivi e attivi. La parte passiva è composta da legamento plantare e fascia plantare; mentre la componente attiva comprende i muscoli peroneo breve, peroneo lungo e tibiale posteriore.

### Arco trasverso
L'arco plantare trasverso va dal primo metatarsale al quinto metatarsale.
In questo caso i mezzi di fissità sono solo attivi, quindi, muscolari, più precisamente i muscoli abduttore del primo dito, interossei, peroneo lungo e tibiale posteriore.

## Volta plantare
La volta plantare, suddivisa in quattro logge dalle membrana interossea dorsale, dalla membrana interossea plantare e dalla aponeurosi plantare, è occupata dai muscoli plantari del piede, dai vasi plantari superficiali e profondi della pianta del piede e dai nervi plantari.